# Großer Preis von Monaco 2000
Der Große Preis von Monaco 2000 (offiziell LVIII Grand Prix Automobile de Monaco) fand am 4. Juni auf dem Circuit de Monaco in Monte Carlo statt und war das siebte Rennen der Formel-1-Weltmeisterschaft 2000.

## Berichte

### Hintergrund
Nach dem Großen Preis von Europa führte Michael Schumacher in der Fahrerwertung mit 18 Punkten vor Mika Häkkinen und mit 22 Punkten vor David Coulthard. In der Konstrukteurswertung führte Ferrari mit zehn Punkten vor McLaren-Mercedes und mit 47 Punkten vor Williams-BMW.
Mit Michael Schumacher (viermal) und Häkkinen (einmal) traten zwei ehemalige Sieger zu diesem Grand Prix an.

### Training

#### Freitagstraining
Im ersten freien Training, das in Monaco traditionell schon am Donnerstag stattfand, erzielte Coulthard die schnellste Runde vor Michael Schumacher und Giancarlo Fisichella.

#### Samstagstraining
Im zweiten freien Training am Samstag blieb die Reihenfolge an der Spitze unverändert: Coulthard führte vor Michael Schumacher und Fisichella.

### Qualifying
Im Qualifying erzielte Michael Schumacher die schnellste Runde und übernahm die Pole-Position. Zweiter wurde Jarno Trulli vor Coulthard.

### Warm Up
Im Warm Up kam es zu einer Doppelführung der Ferrari-Piloten: Rubens Barrichello erzielte die schnellste Runde vor Michael Schumacher und dessen Bruder Ralf Schumacher.

### Rennen
Der Start musste zweimal abgebrochen werden. Beim ersten Abbruch war ein Motorschaden von Alexander Wurz für den Ausfall verantwortlich. Der zweite Abbruch resultierte aus einem Systemfehler der Startampel, bei welchem fälschlicherweise rote Flaggen angezeigt und von den Marshalls gezeigt wurden. Da noch nicht alle Fahrer den Rennabbruch bemerkt hatten, gab es in der Loews-Kurve einen Unfall zwischen Jenson Button und Pedro de la Rosa, bei dem mehrere Autos die Strecke blockierten. de la Rosa konnte mangels Ersatzauto nicht mehr am dritten Start teilnehmen.
Beim dritten Start behielt Michael Schumacher die Führung vor Trulli, der von Coulthard unter Druck gesetzt wurde. Heinz-Harald Frentzen behielt den vierten Platz vor Häkkinen, während Barrichello Ralf Schumacher und Jean Alesi vorbeilassen musste. Da es beiden Jordan-Piloten im Rennen nicht mehr gelang, dasselbe Tempo wie im Qualifying zu fahren, bildeten sich Lücken im Feld. Michael Schumacher profitierte davon und setzte sich vorm restlichen Feld ab. Da Überholmanöver auf dem engen Straßenkurs schwer durchführbar waren, blieben die Positionen zunächst unverändert.
Nachdem Button und Marc Gené mit technischen Problemen sowie Wurz und Gastón Mazzacane nach Unfällen ausgeschieden waren, musste Alesi in der 30. Runde mit einem Antriebsschaden auf Platz sieben liegend aufgeben. Bedingt durch den Ausfall von Alesi hatte Barrichello nun freie Fahrt und er fuhr in etwa dieselben Zeiten wie Michael Schumacher an der Spitze.
Nachdem Pedro Diniz wegen eines Unfalls ausgeschieden war, wurde Häkkinen langsamer und fuhr zu einem längeren Boxenstopp an die Box. Der Grund dafür war ein Teil der Telemetrie, welches sich hinter dem Gaspedal verkantete. Eine Runde später wurde auch Trulli langsamer und gab schließlich mit einem Differentialschaden auf, sodass Coulthard, der über eine halbe Minute hinter Michael Schumacher zurücklag, frei fahren konnte. Kurz darauf kam es auf den vorderen Plätzen erneut zu einer Verschiebung, da Ralf Schumacher mit seinem Auto in die Mauer gefahren war. Er erlitt dabei eine Schnittwunde an seinem Bein, welche mit drei Stichen genäht werden musste. Zu diesem Zeitpunkt lagen Michael Schumacher, Coulthard, Frentzen, Barrichello, Fisichella und Eddie Irvine auf den ersten sechs Plätzen.
Wenig später kam es zu weiteren Ausfällen. Zunächst fiel Ricardo Zonta nach einem Unfall aus. In der 55. Runde wurde Schumacher, der mit 39 Sekunden Vorsprung vorne lag, langsamer und fuhr an die Box. Wegen eines Auspuff- und Aufhängungsdefekts war das Rennen für ihn in Führung liegend beendet. Coulthard übernahm somit die Führung vor Frentzen. Fünf Runden später hatte auch Jos Verstappen einen Unfall.
Barrichello baute in der Schlussphase des Rennens immer mehr Druck auf Frentzen auf. Daraufhin verlor Frentzen in der 71. Runde die Kontrolle über sein Fahrzeug und schied aus. Coulthard gewann schließlich sein zweites Saisonrennen vor Barrichello und Fisichella. Irvine wurde vor Mika Salo und Häkkinen Vierter. Häkkinens Versuche, an Salo vorbeizufahren, scheiterten. Der McLaren-Pilot musste zum Ende des Rennens zudem auf den sechsten und siebten Gang verzichten.
Coulthard übernahm mit dem Sieg den zweiten Platz in der Fahrerweltmeisterschaft von seinem Teamkollegen Häkkinen. Michael Schumacher führte weiterhin die Weltmeisterschaft an. Bei den Konstrukteuren konnte McLaren-Mercedes den Rückstand auf Ferrari halbieren.

## Meldeliste
| Team                           | Nr. | Fahrer                | Chassis         | Motor                 | Reifen |
| ------------------------------ | --- | --------------------- | --------------- | --------------------- | ------ |
| West McLaren Mercedes          | 01  | Mika Häkkinen         | McLaren MP4/15  | Mercedes-Benz 3.0 V10 | B      |
| West McLaren Mercedes          | 02  | David Coulthard       | McLaren MP4/15  | Mercedes-Benz 3.0 V10 | B      |
| Scuderia Ferrari Marlboro      | 03  | Michael Schumacher    | Ferrari F1-2000 | Ferrari 3.0 V10       | B      |
| Scuderia Ferrari Marlboro      | 04  | Rubens Barrichello    | Ferrari F1-2000 | Ferrari 3.0 V10       | B      |
| Benson and Hedges Jordan       | 05  | Heinz-Harald Frentzen | Jordan EJ10     | Mugen-Honda 3.0 V10   | B      |
| Benson and Hedges Jordan       | 06  | Jarno Trulli          | Jordan EJ10     | Mugen-Honda 3.0 V10   | B      |
| Jaguar Racing                  | 07  | Eddie Irvine          | Jaguar R1       | Cosworth 3.0 V10      | B      |
| Jaguar Racing                  | 08  | Johnny Herbert        | Jaguar R1       | Cosworth 3.0 V10      | B      |
| BMW Williams F1 Team           | 09  | Ralf Schumacher       | Williams FW22   | BMW 3.0 V10           | B      |
| BMW Williams F1 Team           | 10  | Jenson Button         | Williams FW22   | BMW 3.0 V10           | B      |
| Mild Seven Benetton Playlife   | 11  | Giancarlo Fisichella  | Benetton B200   | Supertec 3.0 V10      | B      |
| Mild Seven Benetton Playlife   | 12  | Alexander Wurz        | Benetton B200   | Supertec 3.0 V10      | B      |
| Gauloises Prost Peugeot        | 14  | Jean Alesi            | Prost AP03      | Peugeot 3.0 V10       | B      |
| Gauloises Prost Peugeot        | 15  | Nick Heidfeld         | Prost AP03      | Peugeot 3.0 V10       | B      |
| Red Bull Sauber Petronas       | 16  | Pedro Diniz           | Sauber C19      | Petronas 3.0 V10      | B      |
| Red Bull Sauber Petronas       | 17  | Mika Salo             | Sauber C19      | Petronas 3.0 V10      | B      |
| Arrows F1 Team                 | 18  | Pedro de la Rosa      | Arrows A21      | Supertec 3.0 V10      | B      |
| Arrows F1 Team                 | 19  | Jos Verstappen        | Arrows A21      | Supertec 3.0 V10      | B      |
| Telefonica Minardi Fondmetal   | 20  | Marc Gené             | Minardi M02     | Fondmetal 3.0 V10     | B      |
| Telefonica Minardi Fondmetal   | 21  | Gastón Mazzacane      | Minardi M02     | Fondmetal 3.0 V10     | B      |
| Lucky Strike Reynard BAR Honda | 22  | Jacques Villeneuve    | BAR 002         | Honda 3.0 V10         | B      |
| Lucky Strike Reynard BAR Honda | 23  | Ricardo Zonta         | BAR 002         | Honda 3.0 V10         | B      |

## Klassifikationen

### Qualifying
| Pos. | Fahrer                | Konstrukteur      | Zeit     | Start |
| ---- | --------------------- | ----------------- | -------- | ----- |
| 01   | Michael Schumacher    | Ferrari           | 1:19,475 | 01    |
| 02   | Jarno Trulli          | Jordan-Mugen      | 1:19,746 | 02    |
| 03   | David Coulthard       | McLaren-Mercedes  | 1:19,888 | 03    |
| 04   | Heinz-Harald Frentzen | Jordan-Mugen      | 1:19,961 | 04    |
| 05   | Mika Häkkinen         | McLaren-Mercedes  | 1:20,241 | 05    |
| 06   | Rubens Barrichello    | Ferrari           | 1:20,416 | 06    |
| 07   | Jean Alesi            | Prost-Peugeot     | 1:20,494 | 07    |
| 08   | Giancarlo Fisichella  | Benetton-Supertec | 1:20,703 | 08    |
| 09   | Ralf Schumacher       | Williams-BMW      | 1:20,742 | 09    |
| 10   | Eddie Irvine          | Jaguar-Cosworth   | 1:20,743 | 10    |
| 11   | Johnny Herbert        | Jaguar-Cosworth   | 1:20,792 | 11    |
| 12   | Alexander Wurz        | Benetton-Supertec | 1:20,871 | 12    |
| 13   | Mika Salo             | Sauber-Petronas   | 1:21,561 | 13    |
| 14   | Jenson Button         | Williams-BMW      | 1:21,605 | 14    |
| 15   | Jos Verstappen        | Arrows-Supertec   | 1:21,738 | 15    |
| 16   | Pedro de la Rosa      | Arrows-Supertec   | 1:21,832 | 16    |
| 17   | Jacques Villeneuve    | BAR-Honda         | 1:21,848 | 17    |
| 18   | Nick Heidfeld         | Prost-Peugeot     | 1:22,017 | 18    |
| 19   | Pedro Diniz           | Sauber-Petronas   | 1:22,136 | 19    |
| 20   | Ricardo Zonta         | BAR-Honda         | 1:22,324 | 20    |
| 21   | Marc Gené             | Minardi-Fondmetal | 1:23,721 | 21    |
| 22   | Gastón Mazzacane      | Minardi-Fondmetal | 1:23,794 | 22    |

### Rennen
| Pos. | Fahrer                | Konstrukteur      | Runden | Stopps | Zeit        | Start | Schnellste Runde |
| ---- | --------------------- | ----------------- | ------ | ------ | ----------- | ----- | ---------------- |
| 01   | David Coulthard       | McLaren-Mercedes  | 78     | 1      | 1:49:28,213 | 03    | 1:21,787 (54.)   |
| 02   | Rubens Barrichello    | Ferrari           | 78     | 1      | + 15,889    | 06    | 1:21,910 (73.)   |
| 03   | Giancarlo Fisichella  | Benetton-Supertec | 78     | 1      | + 18,522    | 08    | 1:21,905 (58.)   |
| 04   | Eddie Irvine          | Jaguar-Cosworth   | 78     | 1      | + 1:05,924  | 10    | 1:22,424 (67.)   |
| 05   | Mika Salo             | Sauber-Petronas   | 78     | 1      | + 1:20,775  | 13    | 1:22,634 (58.)   |
| 06   | Mika Häkkinen         | McLaren-Mercedes  | 77     | 1      | + 1 Runde   | 05    | 1:21,571 (57.)   |
| 07   | Jacques Villeneuve    | BAR-Honda         | 77     | 1      | + 1 Runde   | 17    | 1:23,393 (73.)   |
| 08   | Nick Heidfeld         | Prost-Peugeot     | 77     | 1      | + 1 Runde   | 18    | 1:23,261 (67.)   |
| 09   | Johnny Herbert        | Jaguar-Cosworth   | 76     | 2      | + 2 Runden  | 11    | 1:23,245 (32.)   |
| 10   | Heinz-Harald Frentzen | Jordan-Mugen      | 70     | 1      | DNF         | 04    | 1:22,123 (68.)   |
| –    | Jos Verstappen        | Arrows-Supertec   | 60     | 1      | DNF         | 15    | 1:24,486 (30.)   |
| –    | Michael Schumacher    | Ferrari           | 55     | 1      | DNF         | 01    | 1:21,912 (45.)   |
| –    | Ricardo Zonta         | BAR-Honda         | 48     | 1      | DNF         | 20    | 1:23,514 (48.)   |
| –    | Ralf Schumacher       | Williams-BMW      | 37     | 0      | DNF         | 09    | 1:23,769 (35.)   |
| –    | Jarno Trulli          | Jordan-Mugen      | 36     | 0      | DNF         | 02    | 1:23,446 (35.)   |
| –    | Pedro Diniz           | Sauber-Petronas   | 30     | 0      | DNF         | 19    | 1:24,590 (30.)   |
| –    | Jean Alesi            | Prost-Peugeot     | 29     | 0      | DNF         | 07    | 1:23,949 (27.)   |
| –    | Gastón Mazzacane      | Minardi-Fondmetal | 22     | 0      | DNF         | 22    | 1:25,039 (21.)   |
| –    | Marc Gené             | Minardi-Fondmetal | 21     | 0      | DNF         | 21    | 1:24,351 (18.)   |
| –    | Alexander Wurz        | Benetton-Supertec | 18     | 0      | DNF         | 12    | 1:25,484 (18.)   |
| –    | Jenson Button         | Williams-BMW      | 16     | 0      | DNF         | 14    | 1:25,740 (14.)   |
| –    | Pedro de la Rosa      | Arrows-Supertec   | 0      | 0      | DNF         | 16    | –                |

## WM-Stände nach dem Rennen
Die ersten sechs des Rennens bekamen 10, 6, 4, 3, 2 bzw. 1 Punkt(e).

### Fahrerwertung
| Pos. | Fahrer                | Konstrukteur      | Punkte |
| ---- | --------------------- | ----------------- | ------ |
| 01   | Michael Schumacher    | Ferrari           | 46     |
| 02   | David Coulthard       | McLaren-Mercedes  | 34     |
| 03   | Mika Häkkinen         | McLaren-Mercedes  | 29     |
| 04   | Rubens Barrichello    | Ferrari           | 22     |
| 05   | Giancarlo Fisichella  | Benetton-Supertec | 14     |
| 06   | Ralf Schumacher       | Williams-BMW      | 12     |
| 07   | Heinz-Harald Frentzen | Jordan-Mugen      | 5      |
| 08   | Jacques Villeneuve    | BAR-Honda         | 5      |
| 09   | Jarno Trulli          | Jordan-Mugen      | 4      |
| 10   | Eddie Irvine          | Jaguar-Cosworth   | 3      |
| 11   | Mika Salo             | Sauber-Petronas   | 3      |

| Pos. | Fahrer           | Konstrukteur      | Punkte |
| ---- | ---------------- | ----------------- | ------ |
| 12   | Jenson Button    | Williams-BMW      | 3      |
| 13   | Ricardo Zonta    | BAR-Honda         | 1      |
| 14   | Pedro de la Rosa | Arrows-Supertec   | 1      |
| 15   | Pedro Diniz      | Sauber-Petronas   | 0      |
| 16   | Alexander Wurz   | Benetton-Supertec | 0      |
| 17   | Jos Verstappen   | Arrows-Supertec   | 0      |
| 18   | Nick Heidfeld    | Prost-Peugeot     | 0      |
| 19   | Gastón Mazzacane | Minardi-Fondmetal | 0      |
| 20   | Marc Gené        | Minardi-Fondmetal | 0      |
| 21   | Johnny Herbert   | Jaguar-Cosworth   | 0      |
| 22   | Jean Alesi       | Prost-Peugeot     | 0      |

### Konstrukteurswertung
| Pos. | Konstrukteur      | Punkte |
| ---- | ----------------- | ------ |
| 01   | Ferrari           | 68     |
| 02   | McLaren-Mercedes  | 63     |
| 03   | Williams-BMW      | 15     |
| 04   | Benetton-Supertec | 14     |
| 05   | Jordan-Mugen      | 9      |
| 06   | BAR-Honda         | 6      |

| Pos. | Konstrukteur      | Punkte |
| ---- | ----------------- | ------ |
| 07   | Jaguar-Cosworth   | 3      |
| 08   | Sauber-Petronas   | 3      |
| 09   | Arrows-Supertec   | 1      |
| 10   | Prost-Peugeot     | 0      |
| 11   | Minardi-Fondmetal | 0      |